# Caio Godoy
Caio Ormenese Godoy (nascido em 24 de abril de 1995 em Campinas) é um ciclista brasileiro. Atualmente dedicando-se ao triathlon amador.
Atuou como ciclista profissional de 2014 a 2018 correndo por equipes como Hidropel Criciúma, Bretagne-Seché, e a suíça CMC UCI e também pela seleção Brasileira de Ciclismo.

## Biografia
Caio Godoy nasceu em Campinas, em 24 de Abril de 1995. Ingressou no ciclismo aos 8 anos de idade como atividade esportiva para acompanhar o pai Carlos Ormenese, maratonista e entusiasta do ciclismo.
Aos 10 anos de idade, Caio Godoy ganhou sua primeira bicicleta road. E foi então que seu pai, Carlos Ormenese, ia buscá-lo na escola e o levava para treinar com o pelotão dos ciclistas adultos na Lagoa do Taquaral em Campinas.
Com 13 anos de idade, Caio foi descoberto pela equipe de ciclismo de Iracemápolis, equipe famosa por descobrir jovens talentos no ciclismo. Aos 15 anos, foi contratado pela equipe de ciclismo de Criciúma, onde ficou até os 18 anos quando começou a correr pela seleção brasileira, em provas no Brasil e também internacionais
Em maio de 2018, Caio Godoy, então duplo campeão do Brasil esperanças (vencedor em 2016 e 2017), foi suspenso pela pela Confederação Brasileira de Ciclismo, após ter sido controlado positivo à traços de cocaína durante Volta ao Uruguai 2018. O ciclista conta ter tomado uma bebida misturada com folhas de coca e sem o saber. Caio foi suspenso finalmente por quatro anos, até 30 de Março de 2022.
Em 24 de Abril de 2022, Caio fez sua primeira prova de triathlon amador, no Ironman 70.3 Florianópolis, estreiando com o 3º. Lugar da categoria.

## Triathlon
Caio estreou no triathlon amador em 2022, no o Ironman 70.3 Florianópolis, completando a prova em 04:10:21, 13o. no rank geral, 3o. na categoria M25-29.
Em 29 de Maio de 2022, completou seu primeiro Ironman, com tempo de 09:02:42, sendo 43o. no rank geral, e 3o. na categoria M25-29

## Palmarés em estrada
- 2010
  - 3.º do campeonato do Brasil em estrada cadetes
- 2012
  -  Campeão do Brasil em estrada juniores
- 2013
  - Volta Ciclista da Juventude
  - 2.º do campeonato do Brasil da contrarrelógio juniores
- 2016
  -  Campeão do Brasil em estrada esperanças
  -  Campeão do Brasil da contrarrelógio esperanças
- 2017
  -  Campeão do Brasil em estrada esperanças
  - Prova Ciclística 9 de Julho
  - 3.º do campeonato do Brasil da contrarrelógio esperanças
  - 3.º do campeonato do Brasil em estrada
- 2018
  -     - 2.º etapa da Volta ao Uruguai (contrarrelógio por equipas)

## Classificações mundiais
| Ano              | 2016   | 2017   |
| UCI America Tour | 113.º. | 81.º   |
| UCI Asia Tour    |        | 376.º. |